# Jan Glas
Jan Glas (Uithuizen, 1 februari 1958) is een Gronings beeldend kunstenaar, schrijver, dichter, zanger, fotograaf en was redacteur van het Groningse tijdschrift Krödde. Hij woont sinds 1977 in de stad Groningen.
Glas heeft verscheidene dichtbundels uitgebracht. Een aantal van zijn gedichten heeft hij met jazz-pianist Boelo Klat op cd (Glas & Klat) gezet waarbij hij ze zelf heeft ingezongen. Op de cd Diezeg laand zingt Glas, in samenwerking met pianist Addy Scheele en Hans Lass op contrabas, hits uit The Great American Songbook in het Gronings. 
In 2006 kreeg hij de Freudenthal-Preis en ook de Literaire Prijs (voor De vangers van zummer). In 2008 schreef hij het boek Rilke Sieben Nedersaksisch, samen met Marga Kool en Anne van der Meiden, wat hun drieën de Streektaalprijs van het Dagblad van het Noorden opleverde. Hij heeft ook meegeschreven aan het boek 100 mooiste Drentse en Groningse gedichten, dat in 2006 de Streektaalprijs won. In 2008 ontvangt Glas het Belcampo Stipendium van de provincie Groningen. In 2012 won Glas opnieuw de Dagblad van het Noorden Streektaalprijs voor de verzamelbundel Dubbel Glas. 
Glas was lid van de stad Groninger Dichtclub.